# Comuna Herning
Herning (Herning Kommune) este o comună din regiunea Midtjylland, Danemarca, cu o suprafață totală de 1322,87 km².